# Jože Ciuha
Joze Ciuha est un peintre, graveur, artiste textile yougoslave puis slovène né à Trbovlje le 26 avril 1924, et mort le 12 avril 2015 à Ljubljana.

## Biographie
En 2004, Jože Ciuha est admis comme membre permanent de l'Académie russe des beaux-arts. Il vit en Slovénie. En 2007, le Docteur Lise Cormery publie son portrait dans un de ses essais Des Artistes libres : « Bons à rien » ou « Trésors Vivants » ? (Collection art @rt, Université de Paris 7, France).
Admiré par Ivan Mécif, créateur de la revue Rémanences, qui fit sa connaissance grâce à l'entremise du journaliste Antoine Spire, il lui confia la réalisation de somptueux dessins pour le numéro de la revue consacré aux Littératures Slovènes (Rémanences, N° 10-11 / Écritures slovènes, 230 pages + illustrations de Jože Ciuha, novembre 2000).

## Récompenses
- Grand prix de la biennale graphique internationale de Séoul
- Premier prix biennale Méditerranée à Alexandrie
- Prix lors de la Biennale à Cracovie et Ljubljana
- Chevalier des Arts et des Lettres, distingué par le ministre français de la culture
- Médaille d'or pour la promotion artistique par le président d'Autriche

## Expositions
- Musée van Gogh à Amsterdam, Pays-Bas.
- Musée Frans Hals à Haarlem, Pays-Bas.
- Musée Morsboich à Leverkusen, Allemagne.
- Kunsthalle à Nuremberg, Allemagne.
- Galerie Tate à Londres, Royaume-Uni.
- Centre Walker Hill Art à Séoul, Japon.
- Atteneo San Basso à Venise, Italie.
- Fondation Harbison à Columbia, Caroline du Sud
- Musée Kissick à Columbia, Caroline du Sud
- Instituts des Arts de Kalamazoo, Michigan
- Depuis 1990, il expose à la Galerie Lise Cormery, 6, rue de Lanneau, Paris, 75005 (France).
- En décembre 2009 il expose à la Galerie Talmart au 22, rue du Cloître Saint-Merri 75004 Paris